# Cvikov
Cvikov (deutsch Zwickau in Böhmen) ist eine Stadt des Okres Česká Lípa in der Region Liberec im Norden Tschechiens.

## Geographie
Der Ort liegt in Nordböhmen am Südrand des Landschaftsschutzparks Lausitzer Gebirge, etwa zehn Kilometer von der Grenze zu Sachsen entfernt und südwestlich von Zittau. Die Nachbarorte sind Nový Bor (Haida) im Westen und Jablonné v Podještědí (Deutsch Gabel) im Osten. Die Stadt am Boberský potok (Boberbach) wird überragt vom nordwestlich gelegenen Berg Klíč (Kleis, 760 m). Westlich liegt am Oberlauf des Dobranovský potok das Údolí samoty (Luzengrund).

## Geschichte

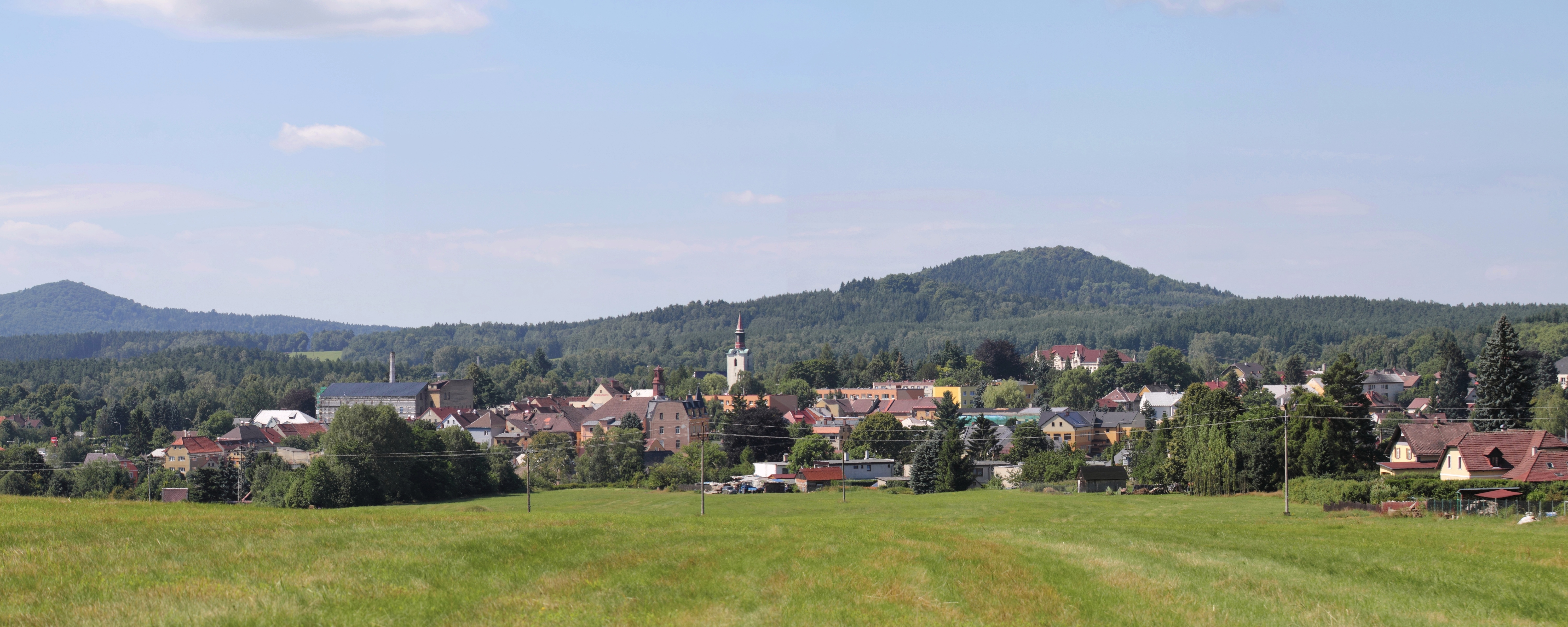
Blick auf Cvikov von Nordosten

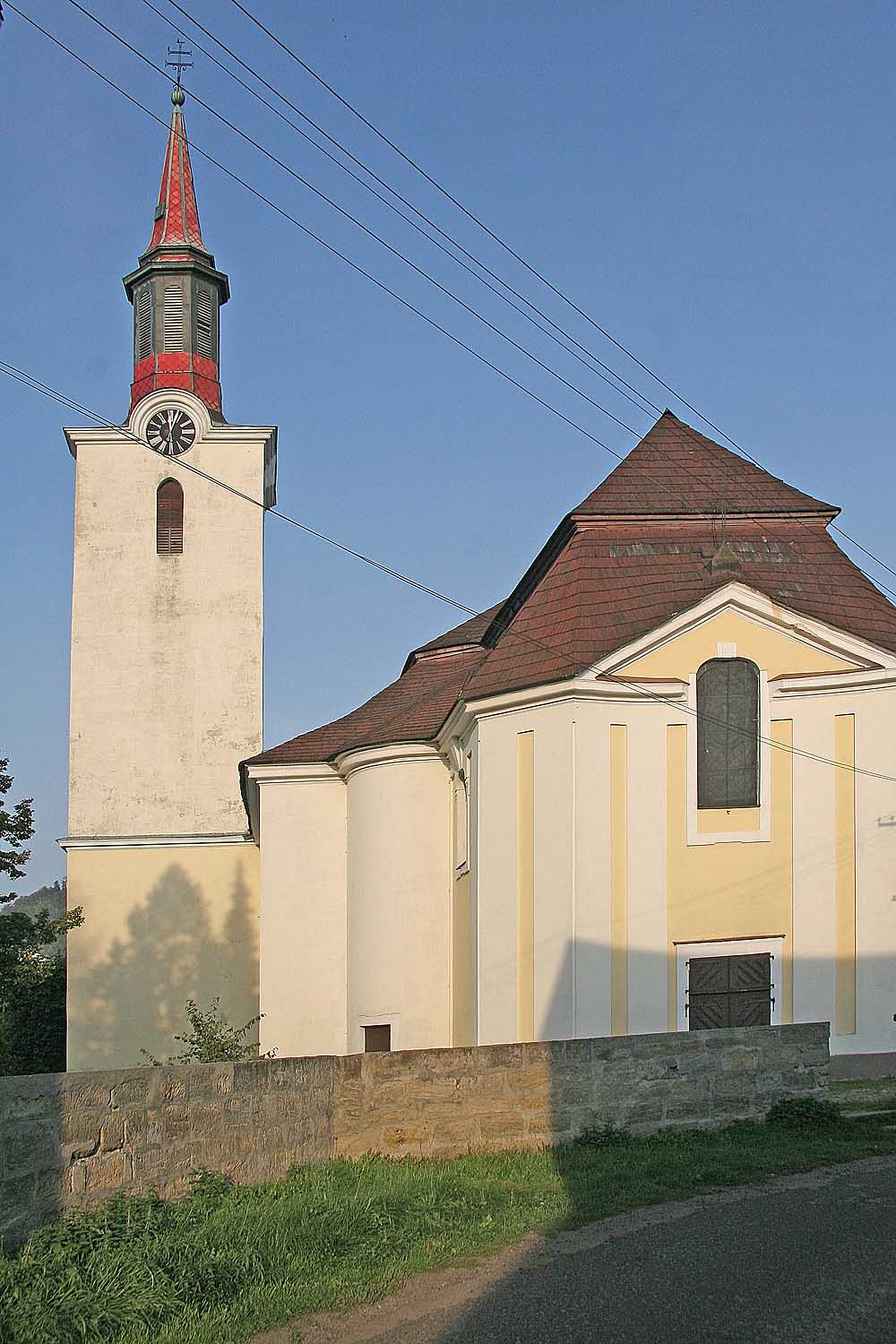
St.-Elisabeth-Kirche

Wie viele Ortschaften der Gegend entstand Zwickau an einer Handelsstraße, der Alten Leipaer Straße. Diese führte von Mittelböhmen nach Zittau. 1346 finden sich erste schriftliche Hinweise auf den Ort, in welchen von einer Steinbrücke und später, 1352, von einer Pfarrkirche die Rede ist. Eine Pfarrkirche wird auch 1384 und 1396 erwähnt. Zur Stadt wurde Zwickau im Jahre 1391 erhoben.
Anfangs gehörte der Ort zur Herrschaft Milštejn (Mühlstein), wurde später aber der Herrschaft Reichstadt (Zákupy) zugeschlagen.
Im Dreißigjährigen Krieg kam es 1632 in der Stadt zu schweren Schäden. Das Rathaus und die Brauerei brannten völlig aus. 1680 wurde Zwickau von einer schweren Pestepidemie heimgesucht. In deren Folge brachen auf Grund erpresserischer Fronpflichten durch den Herrschaftsbesitzer von Zákupy, Julius Franz von Sachsen-Lauenburg, schwere Bauernaufstände aus. Ca. 1200 Aufständische aus 20 Dörfern kämpften um ihre Position auf dem Grünberg (Zelený vrch) nahe der Stadt gegen die übermächtigen Truppen des Regiments Piccolomini. Nach zwei Tagen und Umzingelung des Berges durch die feindlichen Truppen gaben die Bauern auf.
1745 bestätigte Kaiserin Maria Theresia die Stadt-, Brau- und Marktrechte Zwickaus. 1775 kam es infolge einer Hungersnot und unerträglicher Fronarbeit erneut zu schweren Bauernaufständen. Auch diesmal endete der Aufstand ohne Erfolg.
1835 entstand das erste Krankenhaus der Stadt. 1850 wurde Zwickau Sitz des Bezirksgerichts; es entstanden Gendarmerie, Finanzwache sowie Steuer- und Katasteramt. 1886 erhielt Zwickau durch die Böhmische Nordbahn einen Bahnhof an der Lokalbahn Röhrsdorf–Zwickau. Sie wurde 1905 noch bis Deutsch Gabel erweitert. Um 1900 entwickelte sich Zwickau zur Industriestadt. Vor allem Produktionsstätten der Textil-, Farben- und Glasindustrie siedelten sich an.
Nach dem Münchner Abkommen gehörte Zwickau von 1938 bis 1945 zum Landkreis Deutsch Gabel, Regierungsbezirk Aussig, im Reichsgau Sudetenland des Deutschen Reichs. Nach dem Zweiten Weltkrieg wurde die deutschsprachige Bevölkerung größtenteils enteignet und vertrieben.

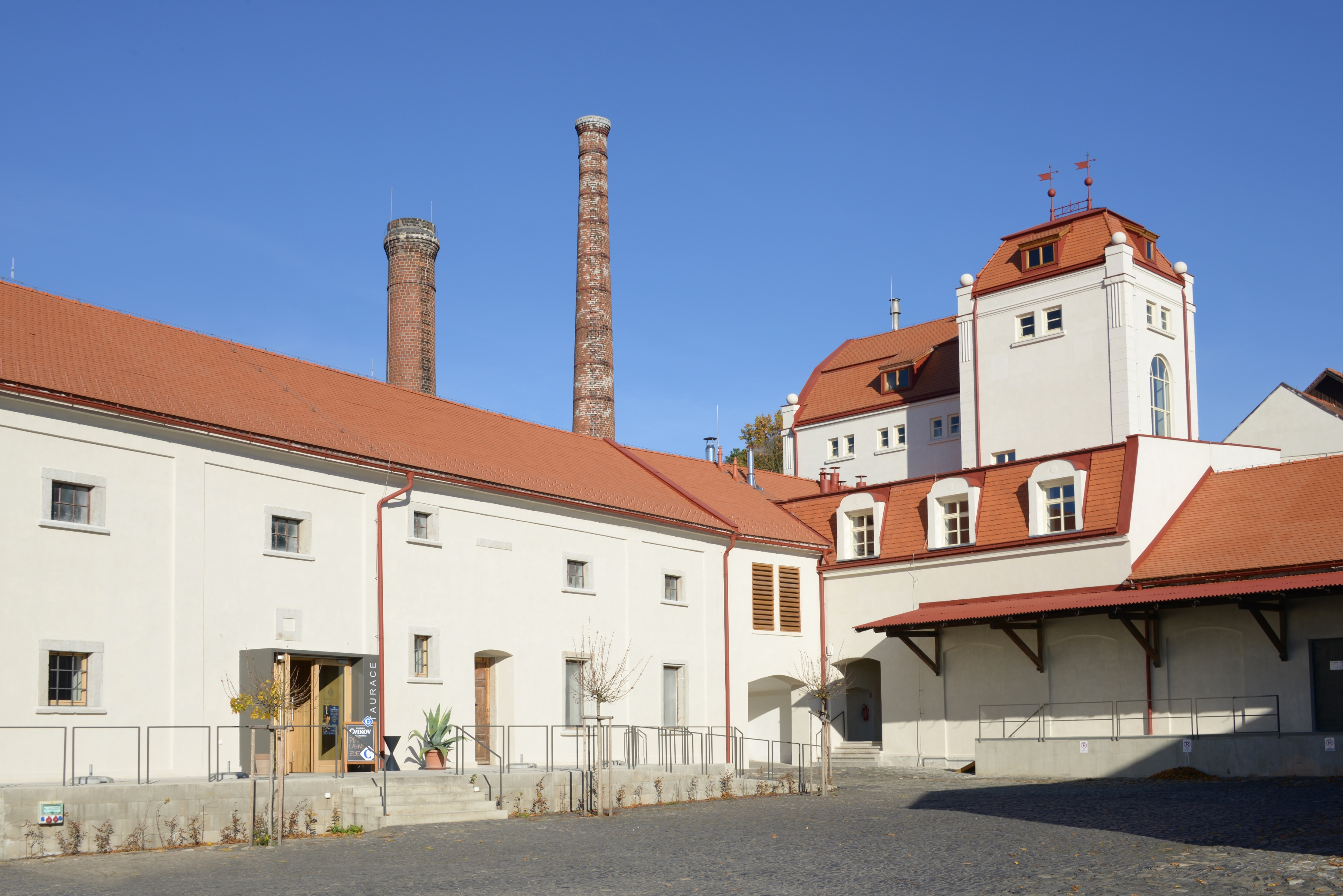
Brauerei Cvikov

Die Stadt, die traditionell ein Zentrum der Glasindustrie war, entwickelte sich nach dem Krieg zusätzlich zum Zentrum einer Erholungsregion. Cvikov beherbergt auch ein überregional bekanntes Kindersanatorium für Atemwegserkrankungen. Die 1968 stillgelegte Brauerei wurde restauriert und 2014 wiedereröffnet.
Auf der Bahnstrecke Svor–Jablonné v Podještědí wurde am 27. Mai 1973 der Personenverkehr eingestellt, Güterverkehr gab es noch bis 1986. Ein Teil der Trasse wurde für den Neubau der Fernstraße Silnice I/13 genutzt.

### Demographie
Bis 1945 war Zwickau überwiegend von Deutschböhmen besiedelt, die vertrieben wurden.
| Jahr | Einwohner | Anmerkungen         |
| ---- | --------- | ------------------- |
| 1830 | 3.558     | in 516 Häusern      |
| 1900 | 6.020     | deutsche Einwohner  |
| 1930 | 4.946     | davon 331 Tschechen |
| 1939 | 4.299     | [ 7 ]               |

| Jahr      | 1970  | 1980  | 1991  | 2001  | 2003  |
| --------- | ----- | ----- | ----- | ----- | ----- |
| Einwohner | 4.224 | 4.518 | 4.327 | 4.449 | 4.435 |

## Stadtgliederung

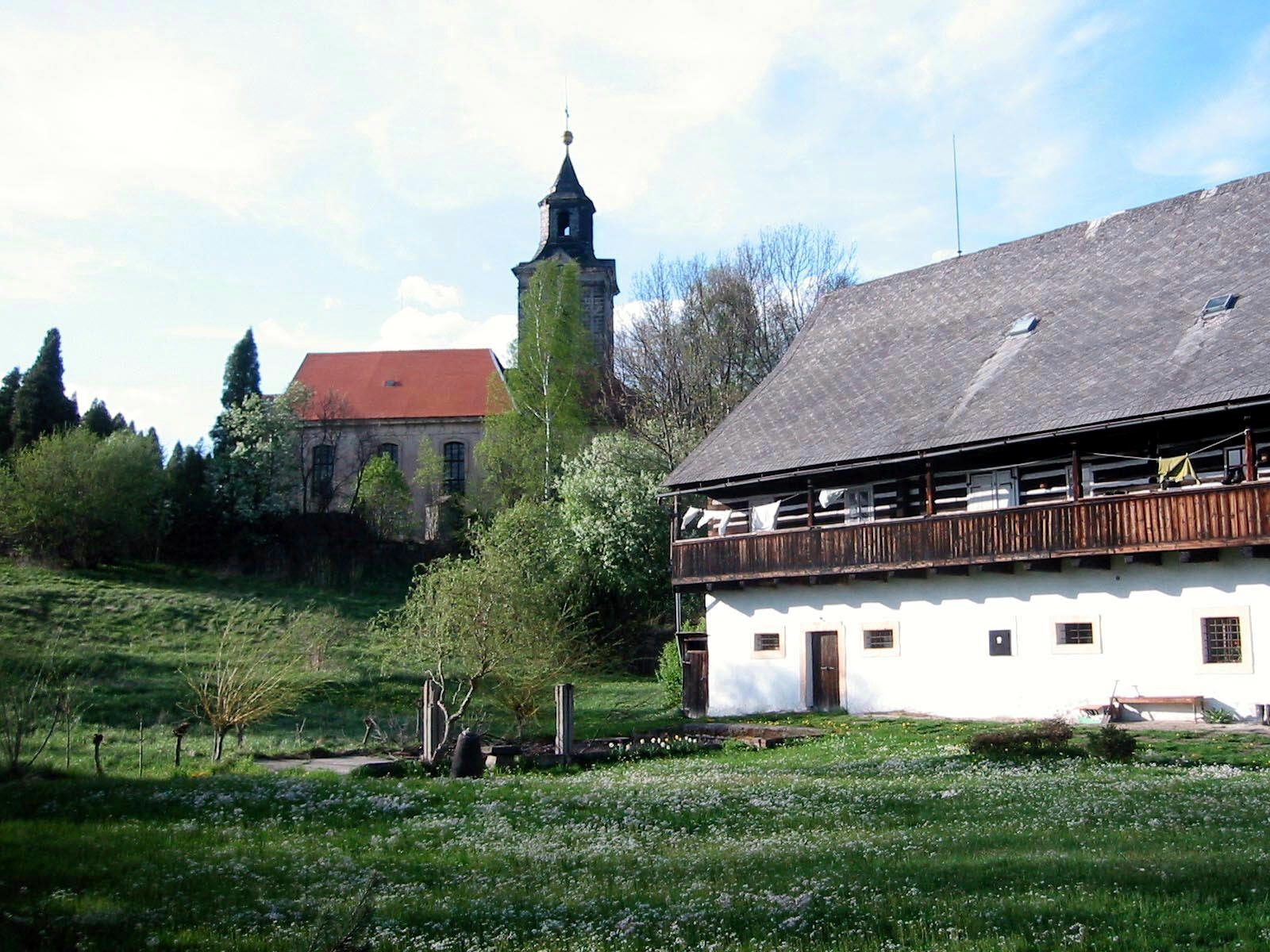
Kirche St. Peter und Paul in Lindava (Lindenau)

Die Stadt Cvikov besteht aus den Ortsteilen:
- Cvikov I
- Cvikov II mit Martinovo Údolí (Martinstal)
- Drnovec (Kleingrün)
- Lindava (Lindenau)[10]
- Naděje (Hoffnung) mit Hamr (Hammer)
- Svitava (Zwitte)
- Trávník (Glasert)
- Záhořín (Sohr)

Grundsiedlungseinheiten sind Cvikov, Drnovec, Lindava, Naděje, Svitava und Trávník.
Das Gemeindegebiet gliedert sich in die Katastralbezirke Cvikov, Drnovec, Lindava, Naděje, Svitava und Trávník u Cvikova.

## Sehenswürdigkeiten

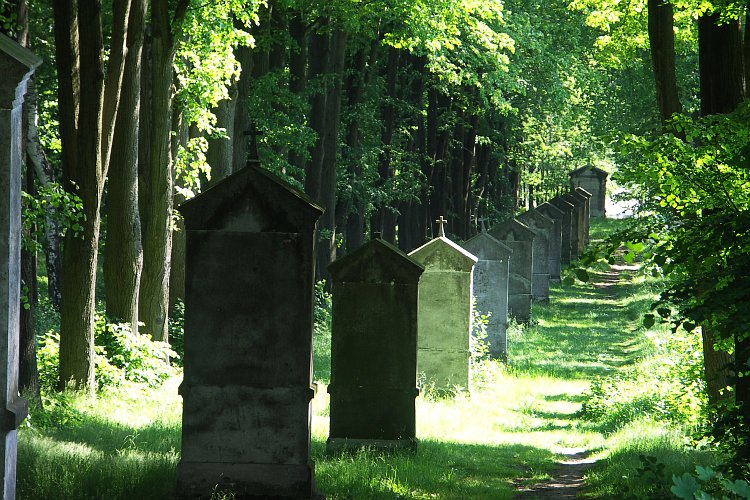
Kalvarienberg (Křížový vrch) im Nordosten der Stadt

- Kalvarienberg aus dem Jahre 1728 nördlich der Stadt
- gotische St.-Elisabeth-Kirche
- Pestsäule aus dem Jahr 1697
- Burgruine Milštejn (Mühlstein)
- Dutý kámen (Hohlstein)

## Söhne und Töchter der Stadt
- Optatus Paul (1746–1819), 43. und letzter Abt des Klosters Neuzelle 1803–1817
- Joseph Hantschl (1769–1826), Mathematiker und Hochschullehrer
- Anton Günther (1783–1863), geboren in Lindenau, Philosoph und Theologe
- Wilhelmine Wiechowski (1834–1925), Lehrerin, Schriftstellerin und Aktivistin der Frauenbewegung
- Theodor Grohmann (1844–1919), Großindustrieller, Großgrundbesitzer, Handelskammerrat und Mäzen
- Max Horner (1881–1943), sudetendeutscher Philologe und Schriftsteller
- Karl Kreibich (1883–1966), tschechoslowakischer Politiker, Herausgeber, Journalist, Schriftsteller, Diplomat
- Hermann Wilhelm Ludwig (1890–1948), deutschböhmischer Komponist, Kantor und Organist
- Franz Winkler (1890–1945), österreichischer Politiker, 1933 Vizekanzler, 1930–1932 Innenminister
- Reinfried Pohl (1928–2014), Gründer der Deutsche Vermögensberatung AG
- Herbert Vonach (1931–2019), österreichischer Physiker
- Heinrich Vogel (1932–1977), deutscher marxistischer Philosoph
- Anton Horn (1940–2004), deutscher Mediziner